# Junior Muniz
Denivaldo Muniz Lopes Junior, mais conhecido como Junior Muniz (Jacobina, 10 de março de 1980) é um político brasileiro.